# Erythroplusia
Erythroplusia es un género de lepidópteros perteneciente a la familia Noctuidae. Se encuentra en el este de Asia.

## Especies
- Erythroplusia pyropia Butler, 1879
- Erythroplusia rutilifrons Walker, 1858